# Lucjusz Vorenus

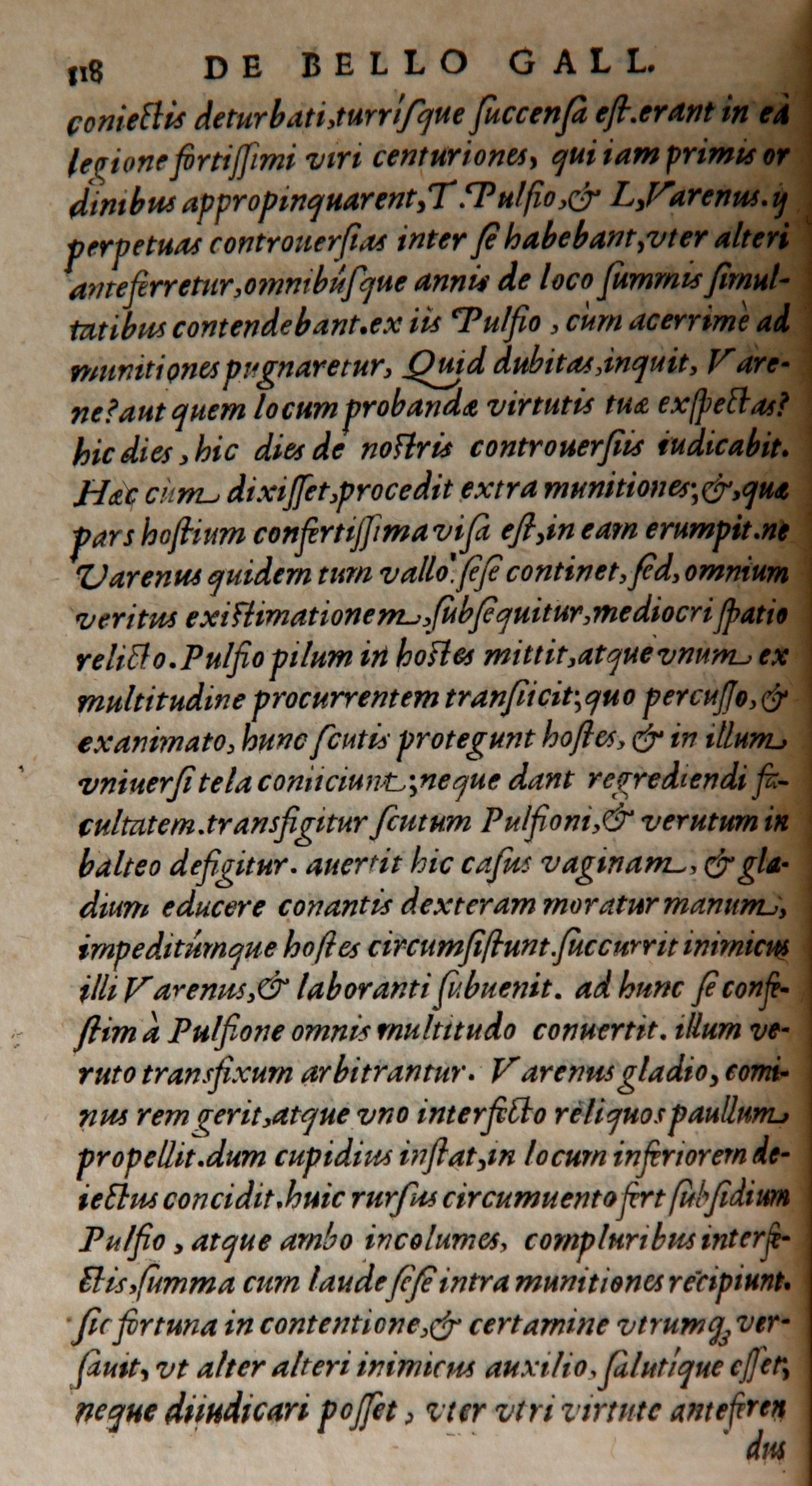
Strona 118 Commentarii de Bello Gallico Cezara z opisem zdarzeń z udziałem T. Pullo & L. Worenusa

Lucjusz Worenus, Lucius Vorenus – jeden z centurionów rzymskich, obok Tytusa Pullo wspomnianych przez Cezara w dziele O wojnie galijskiej. Był on centurionem w XI legionie (Legio XI Claudia), który walczył na terenach Galii. Cezar wspomina jego bohaterskie czyny w walce przeciw Nerwiom.
W serialu telewizyjnym Rzym występuje luźno wzorowany na postaci autentycznej bohater o tym samym imieniu.